# Serghei Dinov
Serghei Dinov (23 april 1969) is een voormalig profvoetballer uit Moldavië, die zijn actieve carrière in 2005 besloot als doelman bij FC Unisport-Auto Chișinău. Hij speelde ook voor FC Zimbru Chisinau en in de Israëlische competitie, bij Hapoel Bnei Sachnin (2000-2001).
Dinov speelde in de periode 1998-2000 in totaal zeventien keer voor het Moldavisch voetbalelftal. Hij maakte zijn debuut voor de nationale ploeg op 22 maart 1998 in het vriendschappelijke duel tegen Azerbeidzjan (1-0 nederlaag) in Bakoe. In die wedstrijd verving hij in de rust Evghenie Ivanov.